# Eric Markuse
Eric Markuse (* 1962 in Leer in Ostfriesland, wohnhaft in Berlin) ist ein deutscher Journalist. Als ehemaliger Programmchef von MDR Sputnik vom Mitteldeutschen Rundfunk war er maßgeblich an dessen Ausbau zum Jugendkulturradio beteiligt.

## Leben
Markuse begann seine journalistische Laufbahn nach seinem Studium der Politikwissenschaft, Germanistik und Kunstgeschichte 1986, als Volontär bei der Eckernförder Zeitung. Später wurde er dort Redakteur. Nach zwei Jahren Arbeit als Pressesprecher bei der Ostseebad Damp GmbH wechselte er 1991 zu den Kieler Nachrichten und arbeitete dort in verschiedenen Ressorts. In den 1990ern arbeitete er kurze Zeit bei der Bild München und als Chefreporter bei der Münchner tz. 1999 folgte der Wechsel zur Hamburger Morgenpost als stellvertretender Chefredakteur.
Seit 2001 arbeitete Markuse für den Mitteldeutschen Rundfunk. Dort war er zunächst als Unternehmenssprecher Chef der Hauptabteilung Kommunikation, später zusätzlich Chef der Abteilung Neue Medien in Leipzig tätig. Seit Juni 2006 war er Programmchef bei MDR Sputnik und löste damit Michael Schiewack ab, der bis zu diesem Zeitpunkt für die jugendorientierte MDR-Popwelle Jump und zeitgleich für Sputnik verantwortlich war.  Nach einer von der MDR-Hörfunkdirektion veranlassten Umpositionierung von MDR Sputnik zu einem massenorientierten Programm im Sommer 2010 wechselte er Anfang 2011 als Koordinator für die BILD-Regionalausgaben zur Axel Springer AG. Ab Januar 2014 war er verantwortlicher Redaktionsleiter für BILD-Süddeutschland mit Sitz in München. Im Juli 2018 wechselte Markuse die Seiten und wurde Leiter des Kommunikationsstabs beim Bayerischen Staatsministerium für Wohnen, Bau und Verkehr. Seit November 2018 ist er Leiter des Kommunikationsstabs des Bayerischen Landtags unter der Präsidentin Ilse Aigner.

## Arbeit als Programmchef
Markuse erlangte einen höheren Bekanntheitsgrad durch seine maßgebliche Arbeit am Ausbau von MDR Sputnik zum Jugendkulturradio. Zu seinen ersten Aufgaben als Programmchef zählte die Abwendung vom Formatradiokonzept, dem Sputnik bis November 2006 nachging. Er strukturierte Musikfarbe und Programminhalte um und führte unter anderem auch zweisprachige Nachrichten ein, die fest im Nachmittagsprogramm integriert waren.